# مگلی
موتورسیکلت مگلی (به انگلیسی: Megelli Motorcycles) جدیدترین کارخانه موتورسازی انگلیس  بود.این کارخانه برای اولین بار در سال ۲۰۰۷، یعنی تنها ۳ سال بعد از تأسیسش، در نمایشگاه میلان با نام EICMA شرکت نمود و پا به عرصه جهانی گذارد. محصولات این شرکت در بیش از ۱۰ کشور اروپایی عرضه و در سراسر دنیا بیش از ۳۷ دفتر فروش و نمایندگی توزیع رسمی داشت.این کارخانه رقیب اصلی تولید کنندگانی همچون باجاج بود.

## توسعه

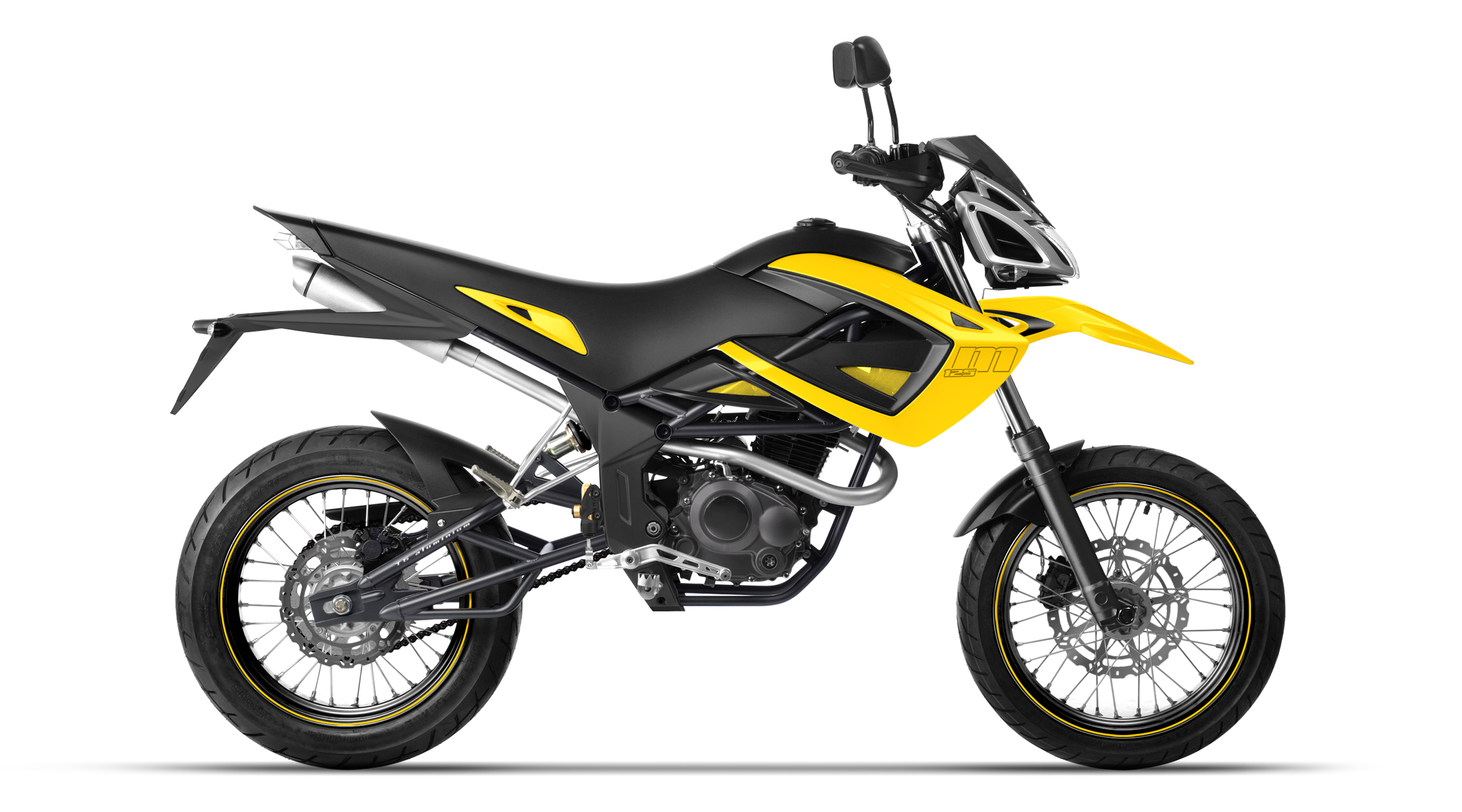
موتورسیکلت مگلی

آقای بری هال با توجه به اهداف بلند مدت شرکت، یک گروه متخصص در زمینه طراحی بدنه موتورسیکلت جمع آوری نمود تا از سال ۲۰۰۵ تا اواسط ۲۰۰۷ موفق به تولید اولین نمونه مفهومی کمپانی گردیدند. از ماه دسامبر ۲۰۰۷ مگلی اولین خط تولید خود در چین را راه اندازی نمود. شرکت مگلی قرارداد ساخت و قالب گیری اجزای تمامی محصولات خود را با شرکت‌های تایوانی منعقد نمود  که شامل ۷۵ درصد قطعات بوده است. شایان ذکر است که سامانه سرعت سنج از یک شرکت کره‌ای خریداری شده‌است.
همان طور که انتظار می‌رفت خط تولید تنها به دلیل مسائل مالیاتی و هزینه‌های جانبی، در کشور چین بنا شد. اما کارشناسان انگلیسی کنترل کیفیت در چین حاضر بودند. به دلیل آنکه محصولات مگلی باید استانداردهای اتحادیه اروپا را دریافت میکردند به هیچ عنوان جایی برای خطا یا کاستن کیفیت تولید وجود نداشت.

## محصولات

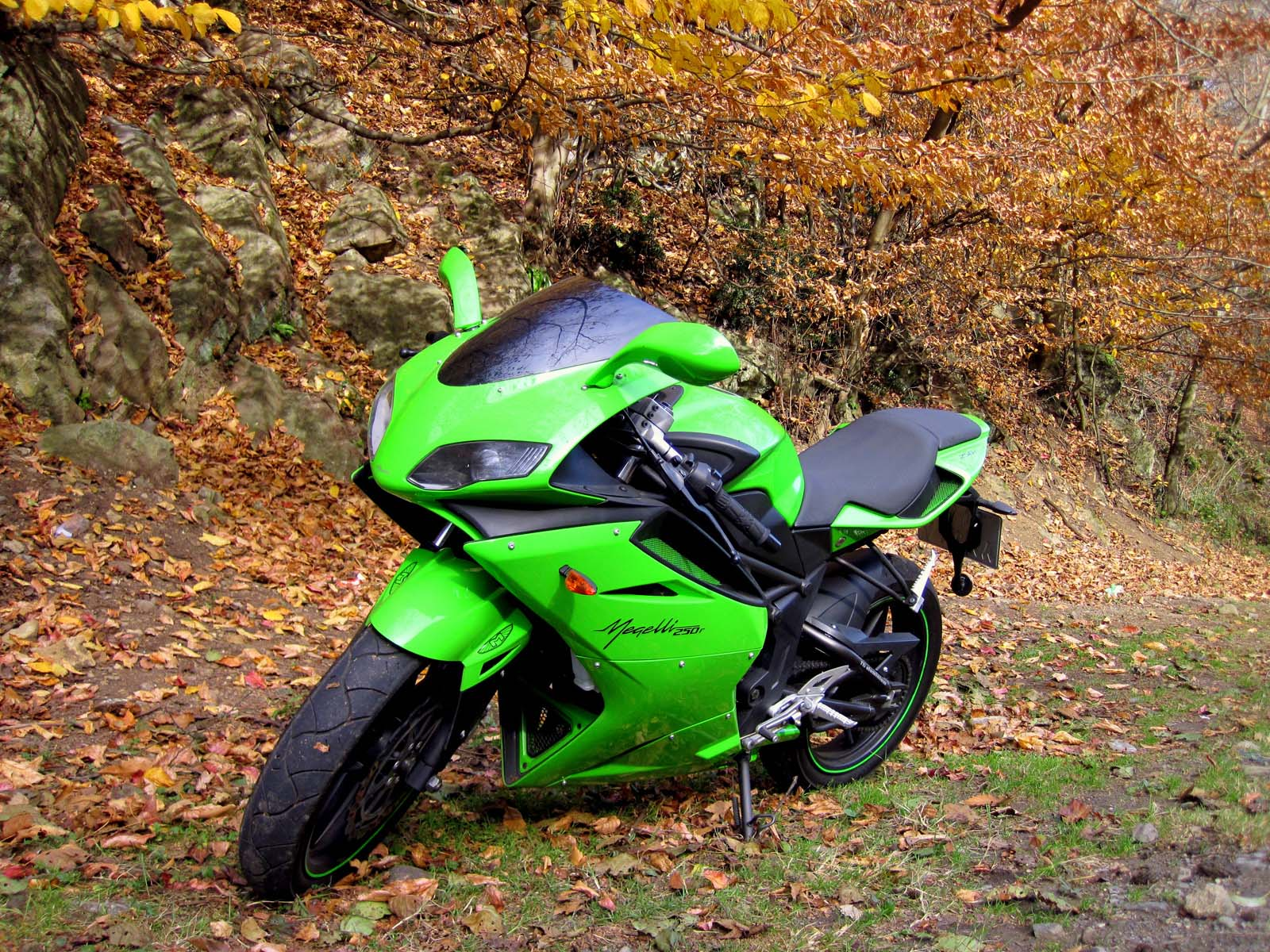
مگلی در شمال ایران

یکی از محصولات این شرکت شامل موتور سیکلت مسابقه‌ای 125r بود.در این محصول برای زیبایی از لامپ‌های دوقلو در جلوی موتورسیکلت استفاده گردید و اگزوز در زیر زین جای گرفت.
محصول دوم موتور درون شهری مگلی بوده است که با حجم ۱۲۵ سی سی روانه بازار گردید. محصول سوم موتور سیکلت جاده‌ای است که با سامانه تعلیق بسیار مناسب از وارد شدن شوک به کمر راکب جلو گیری می‌کند. تمامی محصولات فوق از سیستم استارت الکتریکی برای روشن شدن استفاده می‌شده است.

## عرضه در ایران
در اوایل پاییز سال ۱۳۸۸ شرکت کویر موتور اعلام نمود متقاضیان مدل سفارشی 250r که نسخه تقویت شده 125r مسابقه‌ای و دارای پیشرانه‌ای با حجم 247.5 سی سی بود، برای ثبت نام اقدام نمایند. سپس در اردیبهشت سال ۱۳۸۹ اقدام به تحویل این موتورسیکلت‌ها نمود. رنگهای مشکی، قرمز، سفید و زرد در ابتدا عرضه، سپس رنگ آبی و سبز نیز از نیمه دوم سال ۱۳۸۹ قابل دسترس شد.